# Geranium ruizii
Geranium ruizii es una planta de la familia Lamiaceae endémica de Perú.

## Taxonomía
Geranium ruizii fue descrita por el botánico alemán Jorge Hieronymus y publicado en la revista Botanische Jahrbücher für Systematik, Pflanzengeschichte und Pflanzengeographie 20(Beibl.49): 31 en 1895.

## Importancia cultura y económica

### Usos medicinales
Se utilizan las flores y las raíces en preparados con propiedades hipoglucemiantes y astringentes para tratar afecciones gastrointestinales.

## Nombres comunes
- Pasuchaca[3]